# N-(2-羧乙基)氨二乙酸
N-(2-羧乙基)氨二乙酸是一种有机化合物，化学式为HO
2CCH
2CH
2N(CH
2CO
2H)
2，常温常压下为白色固体，形式上可以看作为甘氨酸的衍生物。
它最初由Gerold Schwarzenbach于1949年通过β-丙氨酸和一氯乙酸的反应制得。
HO
2CCH
2CH
2N(CH
2CO
2H)
2  +  2 ClCH
2CO
2H   →   HO
2CCH
2CH
2N(CH
2CO
2H)
2  +  2 HCl